# デッド・カーム/戦慄の航海
『デッド・カーム/戦慄の航海』（Dead Calm）は、1989年にオーストラリアで製作されたサスペンス映画。チャールズ・ウィリアムズの同名小説を原作としている。日本では劇場公開されずビデオスルーになった。
テレビ東京で地上波放送された際には、『デッド・カーム/死の航海・狙われた人妻』という副題が付けられた。

## ストーリー
交通事故によって愛する息子を失った夫婦レイとジョンは心の傷を癒すため、ヨットでクルージングに出かける。
二人がしばらく海上を進んでいくと、小型ボートに乗った男ヒューイが助けを求めてくる。彼が言うには、帆船に乗っていた自分以外の船員全員が食中毒で死んでしまったのだという。彼の言葉に不信感を覚えながらも、ジョンは難破した帆船へと単身乗り込んでいく。
するとヒューイは態度を豹変させ、レイを力ずくで抑え込むと、ヨットを無理やり発進させてしまう。

## 登場人物
レイ・イングラム
ジョンの妻。
ジョン・イングラム
愛する息子を亡くした父親。
ヒューイ・ワーリナー
漂流者。ヨットを乗っ取る。
ダニー・イングラム
ジョンとレイの息子。

## キャスト
| 役名                 | 俳優                 | 日本語吹替                                                   |
| 役名                 | 俳優                 | テレビ東京版                                                 |
| -------------------- | -------------------- | ------------------------------------------------------------ |
| レイ・イングラム     | ニコール・キッドマン | 土井美加                                                     |
| ジョン・イングラム   | サム・ニール         | 小川真司                                                     |
| ヒューイ・ワーリナー | ビリー・ゼイン       | 安原義人                                                     |
| ラッセル・ベローズ   | ロッド・マリナー     | 辻親八                                                       |
| その他               |                      | 石塚運昇 牛山茂 田中敦子 藤生聖子 大谷育江 坂東尚樹 相沢正輝 |
| スタッフ             |                      |                                                              |
| 演出                 | 演出                 | 高橋剛                                                       |
| 翻訳                 | 翻訳                 | 平田勝茂                                                     |
| 調整                 | 調整                 | 高久孝雄                                                     |
| 効果                 | 効果                 | リレーション                                                 |
| 担当                 | 担当                 | 大谷俊賢 石川香代                                            |
| 配給                 | 配給                 | 東北新社                                                     |
| プロデューサー       | プロデューサー       | 遠藤幸子 柳川雅彦                                            |
| 解説                 | 解説                 | 木村奈保子                                                   |
| 制作                 | 制作                 | テレビ東京 東北新社                                          |
| 制作協力             | 制作協力             | テレビハウス                                                 |

- テレビ東京版の初回放送は1993年10月14日放送の『木曜洋画劇場』。

## その他
- ザ・シンプソンズのシーズン22のハロウィーン・スペシャルにおいて、この映画のパロディ・エピソード"Master and Cadaver”が作られている。